# 深水埗的士撞人案
深水埗的士撞人案或鄭國泉案是2019年香港反修例運動期間的案件，發生在2019年10月6日的「反極權反緊急法大遊行」期間，的士司機鄭國泉於深水埗駕駛的士往機場時撞向人群並冲上行人路，撞傷三名女子。鄭國泉否認故意衝向人群，称自己因有參加慶祝10.1國慶遊行的記錄，無端被圍毆，被示威者搶了的士方向盤导致車失控，事發後鄭國泉被圍毆，頭頂縫 4 針，肋骨斷七條，出院後他的信息被泄露。。而司機至今未有被捕。反之被撞斷雙腳的女傷者仍未康復，男被告認暴動被判監禁4年1個月，而女被告在審前去世。

## 事後

### 建制派齊心協力幫助司機
親建制的士司機從業員總會對示威者行為予以強烈譴責，並支持特區政府依法施政。守護香港大聯盟發起籌款，向鄭姓司機捐贈52萬，他亦拒絕向受傷女生道歉，稱自己毋須負上責任。
而的士司機亦感謝何君堯律師介入事件，並向提出私人檢控的許智峯追討8萬訟費。

### 許智峯提私人檢控被律政司撤銷
2020年6月5日，香港立法會議員許智峯向法庭提出私人檢控，控告鄭國泉危險駕駛罪。其後獲裁判官批出檢控傳票。不過到同年8月20日，律政司司長鄭若驊去信法庭表明介入案件，攔截了該私人檢控並撤銷。

### 男被告暴動罪成囚4年1個月
事后，一名32歲會計師樓經理和一名25歲女教師懷疑與其他身份不詳的人涉及襲擊该的士司机，遭控以暴動及蓄意傷人等罪 
到2022年5月10日，32歲男被告承認暴動及使用蒙面物品罪，法官李慶年批評民眾未掌握事件就對司機進行施襲，斥被告「令人咋舌」和「被暴力支配情緒，被激情駕馭理智」犯案，被判監禁3年。律政司就案件提出上訴，高院上訴庭於2023年3月21日處理律政司刑期覆核申請。律政司一方形容，現場施襲者兇殘，有人用傘垂直插向司機，向他淋漂白水，行為近乎喪失理智，又引述「付國豪機場暴動案」指，該案有被告以約 5 年作量刑起點，但本案以 4 年半作起點，判刑明顯過輕。答辯方認為，原審法官參考現場片段後，有足夠基礎得出暴動是偶發性的結論，並經考慮張當時的衣著等情況，裁定他無意圖參與非法集結，量刑起點並非明顯不足；即使上訴庭覺得「判輕咗」，亦不一定運用酌情權加刑。
上訴庭法官彭偉昌、潘敏琦及彭寶琴聽畢陳詞後，即日裁定原審判刑屬明顯過輕，及或有原則上犯錯必須糾正，改判囚4年1個月。答辯人聞判後一度垂下頭。到2023年4月27日，法庭頒下下判辭，指當時背景下，「暴力的爆發是絕對可以預見」，本案有一定程度的預謀，並非完全偶發，暴力程度非常嚴重，沒導致事主永久傷殘，純屬僥倖。法官續指，原審忽略了本案私自處決不同背景或立場人士，比襲警更嚴重，原審判刑明顯過輕、原則犯錯。

### 女被告判決前逝世
25歲次被告女子在2021年10月提訊時擬不認罪，其後缺席4月1日的審前覆核，到同年5月表示女被告過世，控方決定終止檢控。據悉她並非死於染疫或自殺。律政司沒有解釋為何沒有檢控涉嫌撞人的士司機，也沒有交代女被告何時過世，只用“沒有補充”回應。事件引起公眾揣測。同年5月18日，有消息指該女被告在3月12日晚上在土瓜灣浙江街46-50號一單位內聚會期間，因警方接獲跨家庭聚會及噪音投訴，警員上樓拍門調查期間，不排除攀爬至大廈外牆避查，意外失足墮斃。警方表示正調查一宗於發生在3月12日晚上於土瓜灣浙江街的死亡案件，完成調查後會向死因裁判法庭提交報告。